# KIF11
Pour les articles homonymes, voir KIF.
KIF11, kinesin family member 11, est une protéine encodée chez l’homme par le gène KIF11 situé sur le chromosome 10 humain.